# Rudolf Fabinyi

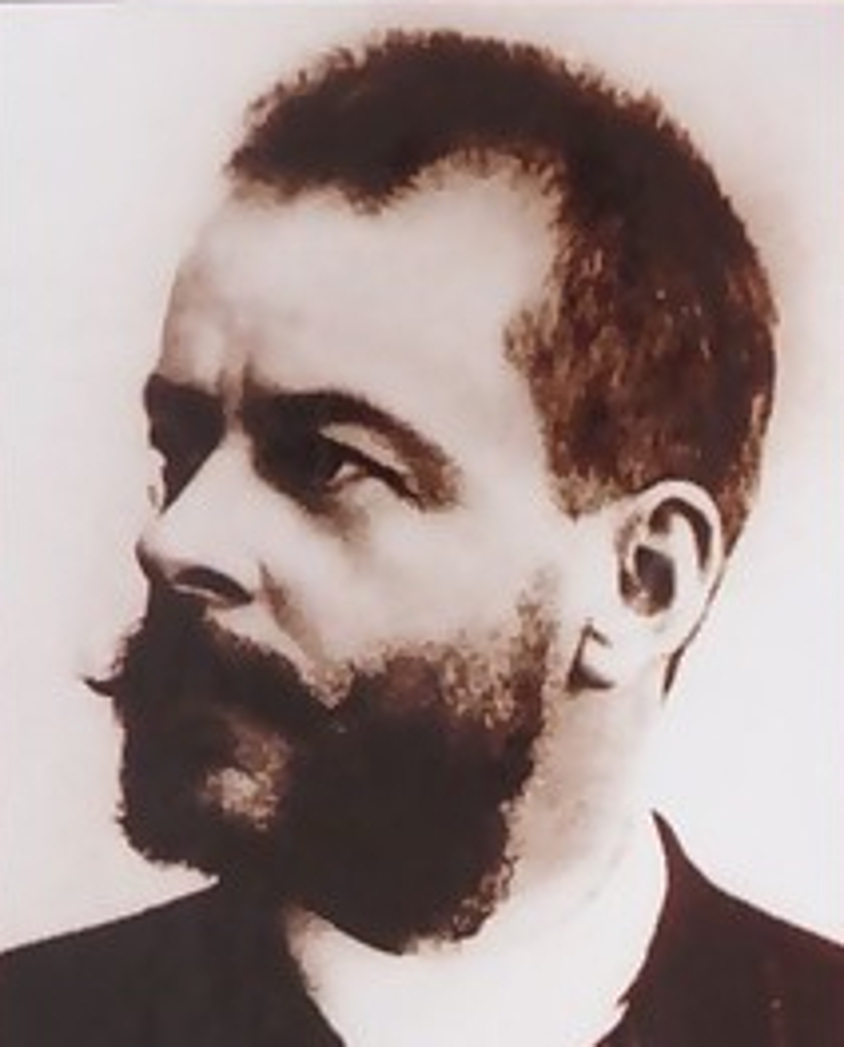
Rudolf Fabinyi

Rudolf Fabinyi (* 30. Mai 1849 in Jelšava, Komitat Gemer und Kleinhont; † 7. März 1920 in Budapest) war ein Chemiker.
Nach dem Studium in Würzburg und München war er vom 30. Juni 1878 bis 1919 Professor für Chemie an der Universität Klausenburg. Sein Mitarbeiter war Josef Graf Csáky. 1879–81 war Fabinyi Dekan. 1882 gründete er die erste Zeitschrift für Chemie in ungarischer Sprache Vegytani Lapok. 1888 wurde er Vorstand des chemischen Instituts und der staatlich-chemischen Versuchsanstalt der Universität. 1907 erwählte man ihn zum ersten Präsidenten der Ungarischen Chemischen Gesellschaft. 1915 wurde er wirkliches Mitglied der ungarischen Akademie der Wissenschaften.
Seit 2007 gibt es den Rudolf Fabinyi Preis.